# Coenonympha sinica
Coenonympha sinica är en fjärilsart som beskrevs av Alphéraky 1888. Coenonympha sinica ingår i släktet Coenonympha och familjen praktfjärilar. Inga underarter finns listade i Catalogue of Life.